# ファミスタ2
『ファミスタ2』（Famista 2）はナムコが1992年7月30日に発売したゲームボーイ用ソフト。日本国内でのみ発売。

## 概要
ゲームシステムの基本部分は1990年発売の前作『ファミスタ』と大きく変わっていないが、1992年より日本野球機構（NPB）より球団・選手名の実名使用許諾が受けられるようになったことから、前作と異なり球団・選手名が実名化されている。
また、プレイヤーが選択したチーム以外の13チームとの総当たりで勝ち抜きを目指す従来のモードに加えて『ファミスタ'92』と同様のオールスターモードが採用されている。

## 登場するチーム
セントラル・リーグ
- 広島東洋カープ
- 中日ドラゴンズ
- ヤクルトスワローズ
- 読売ジャイアンツ
- 横浜大洋ホエールズ
- 阪神タイガース

パシフィック・リーグ
- 西武ライオンズ
- 近鉄バファローズ
- オリックス・ブルーウェーブ
- 日本ハムファイターズ
- 福岡ダイエーホークス
- 千葉ロッテマリーンズ

その他
- ナムコスターズ - シリーズ恒例となっているナムコキャラクターのオールスターチーム。
- アメリカンズ - 前作までのメジャーリーガーズに代わって登場した、米国の地名を冠した選手で構成されるチーム。
- スタジアムズ - 1人プレイで他の13チームに勝利すると最終戦で登場する隠しチーム。発売時にNPB12球団のフランチャイズであった11球場や公式戦が開催される地方球場の名称を冠した選手で構成される。名前以外の選手データは『ファミスタ'92』に登場するビクトリーズと同じ。

### オールスター
選手は『ファミスタ'92』と同様に固定されている。また、公式戦の14チームとオールスターチームを対戦させることは出来ない。
- オールセントラル
- オールパシフィック
- オールイースタン（巨人・ヤクルト・大洋・西武・日本ハム・ロッテ）
- オールウエスタン（中日・阪神・広島・近鉄・オリックス・ダイエー）

## 球場
- よこはま - 横浜スタジアムがモデルの、内外野とも人工芝の野球場。
- いずも - 内野が土・外野が天然芝の狭隘な野球場。スコアボードが神社建築を模している。屋外球場のため、本作の発売年にオープンした出雲ドームがモデルではないと思われる[2]。